# Norsk Selskab til Skibbrudnes Redning

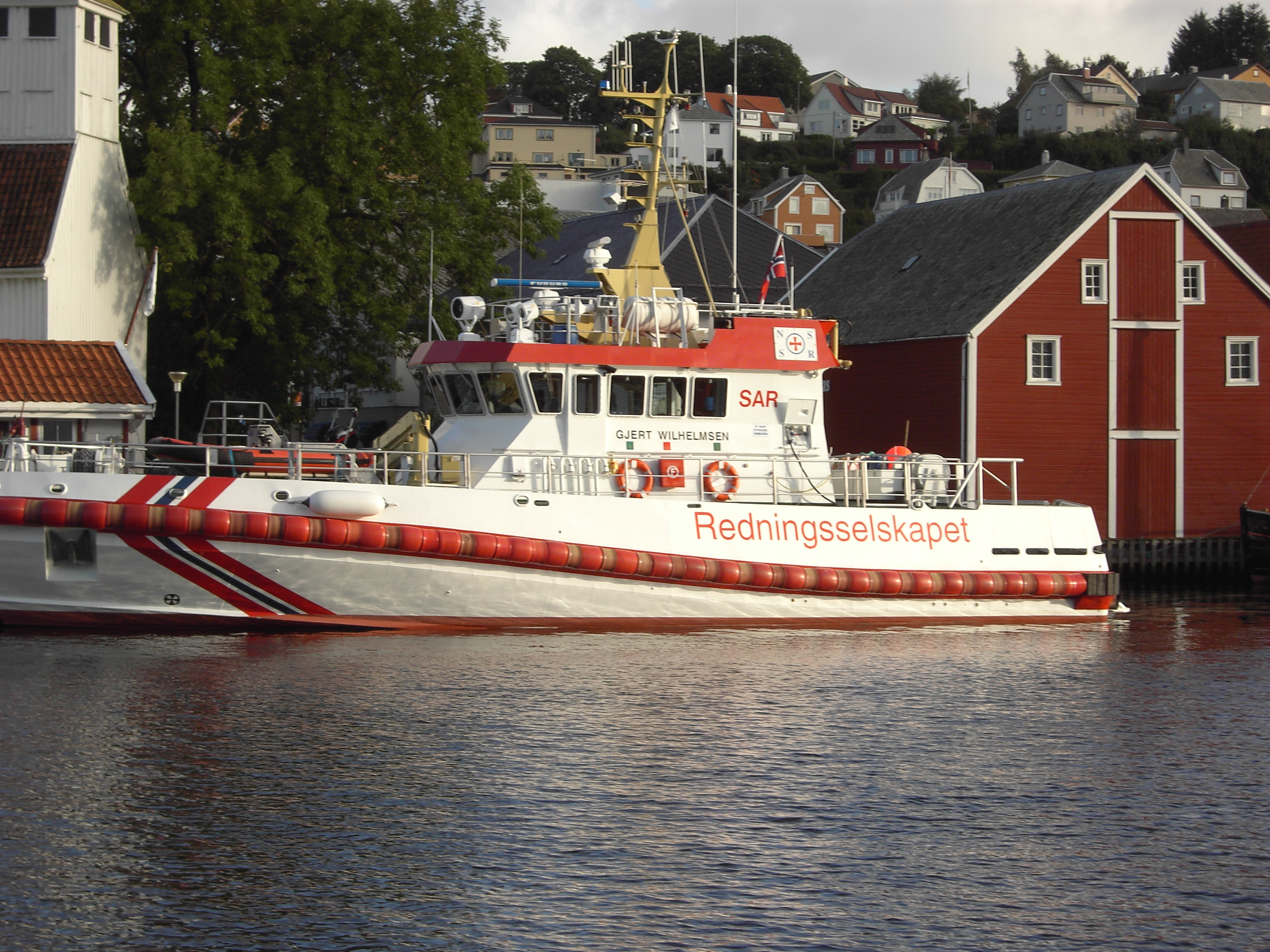
Le Gjert Wilhelmsen de la Redningsselskapet.

La Norsk Selskab til Skibbrudnes Redning (littéralement, société norvégienne pour le secours en mer), abrégée Redningsselskapet, est l'organisme norvégien responsable des secours en mer. Elle fait environ 6 000 interventions par an et en 2010 exploite 28 bateaux tout temps. 

Pavillon de la Norsk Selskab til Skibbrudnes Redning.

C'est une organisation privée. La compagnie est financée à hauteur de 10 à 20 % par l'État norvégien. Le reste de son budget provient de dons et de primes versées en remboursement par les assurances des personnes et bateaux.

## Histoire
La Norsk Selskab til Skibbrudnes Redning a été fondée le 9 juillet 1891. Elle acquit son premier canot de sauvetage en 1893, le Colin Archer qui se trouve à Oslo au Musée norvégien de la marine.
- Autre navire musée, le RS 14 Stavanger.